# چیوخوویتسه
چیوخوویتسه (به لهستانی:  Ciochowice) یک منطقهٔ مسکونی در لهستان است که در گمینا توشک واقع شده‌است. چیوخوویتسه ۳۹۰ نفر جمعیت دارد و ۲۲۳ متر بالاتر از سطح دریا واقع شده‌است.